# Le Mariage de Dudule
Pour plus de détails, voir Fiche technique et Distribution.
Le Mariage de Dudule (Should Sailors Marry?) est un film muet américain de comédie réalisé par James Parrott, sorti en 1925.

## Synopsis
Carton d'introduction : « Would a wrestler take alimony from a woman ? He'd have ! »

Milford, un lutteur de foire patibulaire, a réussi à obtenir de la justice de percevoir une pension alimentaire de son ex-épouse, Verbena. Cette dernière ne pouvant payer, ils projettent de plumer ensemble le prochain pigeon qu'elle compte bien épouser par l'intermédiaire d'une agence matrimoniale. Il s'agit d'un ancien marin décidé à poser son sac à terre. Las, Cyril d'Armond (Dudule dans la version française), une fois épousé, se révèle être aussi fauché qu'eux !

Ils prennent alors une assurance sur la vie du nouvel époux et tentent de s'en débarrasser...

## Fiche technique
- Titre original : Should Sailors Marry?
- Titre français : Le Mariage de Dudule
- Réalisation : James Parrott
- Scénario : Jess Robbins (scénario) et H. M. Walker (intertitres)
- Photographie : R.H. Weller
- Montage : Richard C. Currier[2]
- Directeur de la production : F. Richard Jones
- Producteur : Hal Roach
- Société de production : Hal Roach Studios
- Société de distribution : Pathé Exchange
- Pays de production :  États-Unis
- Langue : intertitres en anglais
- Format : Noir et blanc - 35 mm - 1,37:1  -  Muet
- Genre : Comédie
- Longueur : deux bobines
- Date de sortie : 
  - États-Unis 8 novembre 1925

## Distribution
- Clyde Cook : Cyril D'Armond (Dudule en version française)
- Noah Young : Milford, l'ancien mari lutteur
- Fay Holderness : Verbena Singlefoot, l'épouse

Reste de la distribution non créditée :
- Martha Sleeper : Smyrna, la fille Singlefoot
- Oliver Hardy : le docteur de l'assurance
- William Gillespie : un passager du train
- Helen Gilmore : une passagère du train
- Sammy Brooks :
- Kathleen Collins :
- Jules Mendel :
- Marjorie Whiteis :
- Fay Wray :